# Cottage Point
Cottage Point ist ein kleiner Vorort im Norden von Sydney, New South Wales, Australien. Der Ort liegt etwa  38 km nördlich der Innenstadt von Sydney im Warringah Council in der Region North Shore Sydneys. Der nächstliegende Ort ist Mount Kuring-Gai.

## Lage
Cottage Point befindet sich auf einer Landzunge an der Cowan Creek und Coal and Candle Creek zusammentreffen, ein Teil des Hawkesbury Broken Bay River System. Es ist der einzige bewohnte Ort im Ku-ring-gai-Chase-Nationalpark und Endpunkt der Cottage Point Road. In der Ortschaft gibt es ein Restaurant mit zwei Appartements zum Übernachten, das Gäste gerne mit einem Wasserflugzeug anfliegen, sowie einen Bootsverleih und Anlegeplätze für Schiffe.

## Geschichte
Cottage Point hatte zahlreiche Namen, die auf die frühe europäische Besiedlung zurückgehen: Cowan Creek Terrey, Anderson, Dixon, Overall, Windy bank, McCreadie und Notting. In der Zeit von 1880 bis 1970 war der Name Notting gebräuchlich, der auf Henry Eustace Notting zurückgeht, der der erste Siedler in diesem Gebiet war.
1885 erhielt Joshua Terrey 140 Acres Land von der Regierung und stellte dort ein Zelt auf und verbrachte die Ferien mit seiner Familie. Der Bau eines festen Gebäudes wurde den Terreys im Jahr 1906 in der Zeit erlaubt, als das Gebiet schon Teil des Ku-ring-gai-Chase-Nationalparks war. Das erste Haus wurde Riverview genannt. Weitere Häuser wurden in der Folgezeit errichtet und das Material wurde mit dem Schiff dorthin transportiert. 1934 wurde eine provisorische Zuwegungen nach Cottage Point gebaut und erst 1940 gab es die Erlaubnis, die Straße mit Planierraupen herzustellen, denn während des Zweiten Weltkriegs wurden die Schiffe aus Angst vor einer Invasion von der Armee konfisziert. 1970 verkauften die Nottings ihr Gelände am Cottage Point an einen Jachtclub.